# Gwendolyn Ann Smith

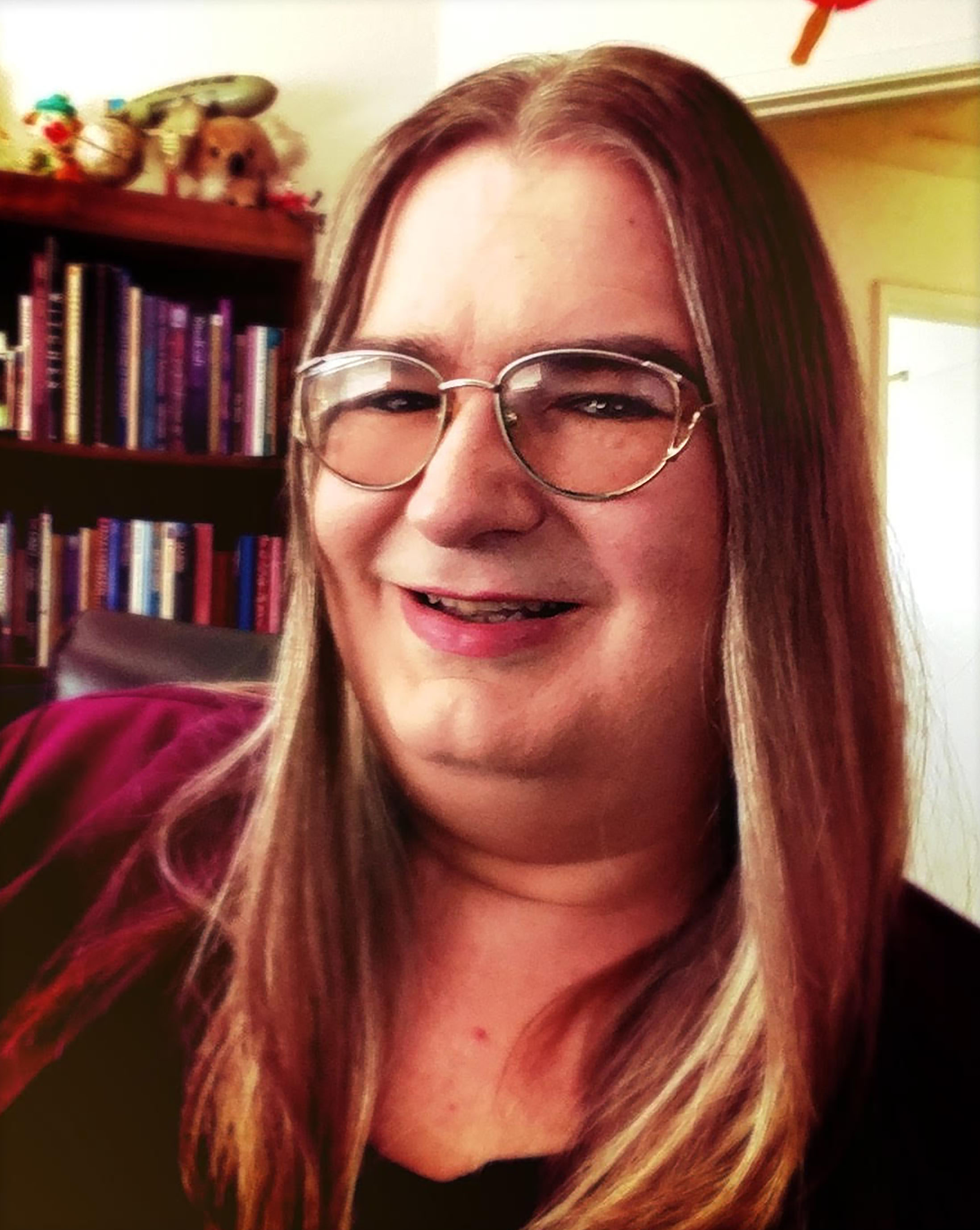
Gwendolyn Ann Smith (2017)

Gwendolyn Ann Smith (* 22. Juli 1967) ist eine US-amerikanische trans Aktivistin, die den Transgender Day of Remembrance ins Leben gerufen hat, einen Tag zum Gedenken an Menschen, die im Rahmen von Transphobie getötet wurden. Trans/Active: A Biography of Gwendolyn Ann Smith ist eine Biographie über Smith, die im Juli 2017 veröffentlicht wurde.

## Leben
Smith ist eine trans Aktivistin, Autorin und Grafikdesignerin. Von 1993 bis 1998 leitete sie das Transgender Community Forum auf AOL, das eines der ersten öffentlichen Online-Foren für trans Menschen war. Seit 2000 ist sie Kolumnistin für den Bay Area Reporter. Ihre Kolumne heißt Transmissions. Ihr Essay We’re all Someone’s Freak ist in der 14. Ausgabe des Norton Reader erschienen. Außerdem verwaltet sie die Website Genderfork.
Smith gründete eine Website namens Remembering Our Dead, die (zurückgehend bis 1970) an Menschen erinnert, die als direkte Folge von Hass und Vorurteilen aufgrund ihres Geschlechts gestorben sind. Heute wird die Liste auf der Website Transgender Day of Remembrance gehostet, die nun (zurückgehend bis 2007) Informationen über Menschen veröffentlicht, die aufgrund von transphober Gewalt ermordet wurden. Im Jahr 2016 schrieb Gwendolyn Smith einen Artikel für die Huffington Post mit dem Titel „Transgender Day of Remembrance: Why We Remember“. Außerdem wurde sie 2010 in Kate Bornsteins und S. Bear Bergmans Buch „Gender Outlaws: The Next Generation“ publiziert.

## Transgender Day of Remembrance
Im November 1999 startete Smith den Transgender Day of Remembrance, um Rita Hester eine trans Frau, die 1998 ermordet wurde, zu ehren. Der Gedenktag findet nun jedes Jahr am 20. November statt und wird in Deutschland, Österreich, der Schweiz, den USA und vielen weiteren Ländern begangen.